# Bostel (Celle)
Bostel ist ein Ortsteil der Stadt Celle in Niedersachsen, der nordöstlich des Stadtzentrums liegt.

## Geschichte
Bostel wurde erstmals 1060 urkundlich erwähnt und gehörte zum Kirchspiel Groß Hehlen. Durch einen Großbrand wurde der Ort 1751 fast vollständig zerstört.
Am 1. Januar 1973 wurde Bostel in die Kreisstadt Celle eingegliedert.

## Politik

### Ortsrat
Der Ortsrat, der die Ortsteile Bostel, Altenhagen und Lachtehausen vertritt, setzt sich aus sieben Mitgliedern zusammen. Die Ratsmitglieder werden durch eine Kommunalwahl für jeweils fünf Jahre gewählt.

Bei der Kommunalwahl 2021 ergab sich folgende Sitzverteilung:
| Ortsrat 2021Insgesamt 7 Sitze - SPD: 2 - Grüne: 1 - Unab.: 1 - CDU: 3 |

### Ortsbürgermeister
Ortsbürgermeister ist Hans-Martin Schaake (Einzelbewerber).

## Religion
Die evangelisch-lutherischen Christen gehören zur Kirchengemeinde Garßen und damit zum Kirchenkreis Celle, die römisch-katholischen Christen zum Bistum Hildesheim.

## Baudenkmale
- Liste der Baudenkmale in Celle-Außenbereiche#Bostel